# Wikariat apostolski Aleksandrii
Wikariat apostolski Aleksandrii (łac. Apostolicus Vicariatus Alexandrinus Aegypti; arab. ‏نيابة الإسكندرية الرسولية‎) – jedyny wikariat apostolski obrządku łacińskiego obejmujący swoim zasięgiem Egipt ze stolicą w Aleksandrii. Erygowany jako wikariat apostolski Egiptu 18 maja 1839 przez Grzegorza XVI, a przemianowany 27 stycznia 1951 na wikariat Aleksandrii. Podlega bezpośrednio (do) Stolicy Apostolskiej, a siedziba wikariusza znajduje się przy bazylice konkatedralnej Najświętszej Marii Panny z Helipolis w Kairze.

## Wikariusze apostolscy
- 1839–1859: bp Perpetuo Guasco OFM Obs.
- 1860–1866: bp Paškal Vujičić OFM Obs.
- 1866–1881: abp Ljudevit Ćurčija OFM Obs.
- 1881–1888: abp Anacleto Chicaro OFM Obs.
- 1904–1921: abp Aurelio Briante OFM
- 1921–1949: bp Igino Michelangelo Nuti OFM
- 1949–1978: bp Jean de Capistran Aimé Cayer OFM
- 1978–2000: bp Egidio Sampieri OFM
- 2001–2008: bp Giuseppe Bausardo SDB
- 2009–2019: bp Adel Zaky OFM
- 2019–2020: o. Elia Eskandr Abd Elmalak OFM
  - administrator apostolski sede vacante
- od 2020: bp Claudio Lurati MCCJ

## Główne świątynie
- Katedra św. Katarzyny w Aleksandrii;
- Bazylika konkatedralna Najświętszej Marii Panny z Helipolis w Kairze;
- Konkatedra Matki Bożej i św. Michała w Port Saidzie;
- Bazylika św. Teresy od Dzieciątka Jezus w Kairze.